# Choroba Spielmeyera-Vogta-Sjögrena

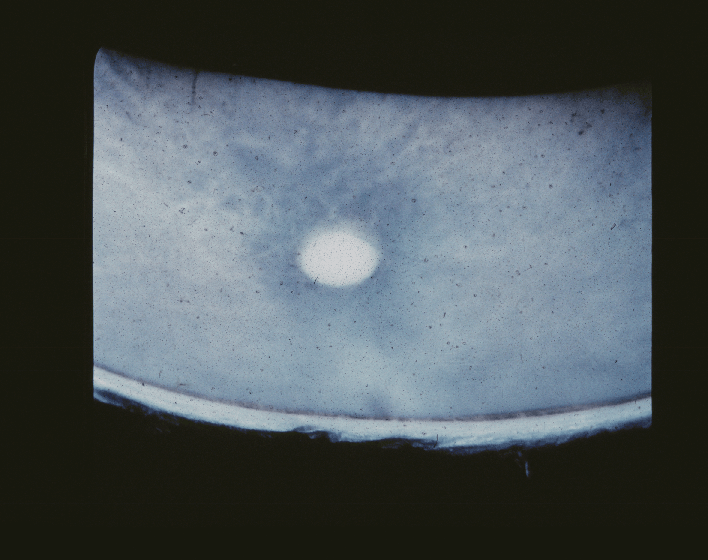
Obraz tylnej części oka zmarłego pacjenta z chorobą Spielmeyera-Vogta-Sjögrena, widać atrofię nerwu wzrokowego

Choroba Spielmeyera-Vogta-Sjögrena  (choroba Battena, choroba Vogta-Spielmeyera, choroba Spielmeyera-Sjögrena, ceroidolipofuscynoza neuronalna typu 3, CLN3, ang. Spielmayer-Vogt-Sjögren disease, Batten disease) – rzadka lizosomalna choroba spichrzeniowa z grupy ceroidolipofuscynoz neuronalnych. Spowodowana jest mutacjami w genie CLN3 w locus 16p12.1 kodującym błonowe białko przedziału endosomalno-lizosomalnego.
Choroba ujawnia się w wieku młodzieńczym. Pierwszymi objawami, pojawiającymi się między 4. a 10. rokiem życia, są zanik nerwu wzrokowego i zwyrodnienie barwnikowe siatkówki, prowadzące do ślepoty. Między 6. a 18. rokiem życia pojawiają się napady padaczkowe. W drugiej dekadzie życia dołączają się zespół parkinsonowski i mioklonie.
Prawdopodobnie pierwszy opis choroby pozostawił brytyjski pediatra Frederick Batten w 1903 roku. Kolejne opisy przedstawili Marmaduke Stephen Mayou w 1904, Heinrich Vogt w 1905, Walther Spielmeyer w 1908. Torsten Sjögren w 1931 roku w swojej pracy przedstawił 115 przypadków choroby.